# Georg Reinholdt Wankel
Georg Reinholdt Wankel (Moss, 1843. január 12. – 1907. február 1.) német származású norvég politikus.

## Családja
Édesapja a Németországban született mérnök, Ignatz Wankel (1806–1881) volt. 1882-ben vette feleségül Sigrid Ringet, Paul Vinsnes unokáját. Hét gyermekük született, köztük a festő Charlotte Wankel.